# イプスウィッチ (マサチューセッツ州)
イプスウィッチ（Ipswich）は、アメリカ合衆国マサチューセッツ州のエセックス郡にある町。人口は1万3785人（2020年）。ボストンの北東に位置している。地名はイングランドのイプスウィッチに由来する。

## 著名な出身者
- アン・ブラッドストリート - 詩人
- サイモン・ブラッドストリート - 政治家
- トマス・ダドリー - 政治家
- デニス・エカーズリー - 野球の殿堂入り投手
- ジョン・プロクター - セイラム魔女裁判の犠牲者
- ジョン・アップダイク - 作家